# Campeonato Brasileño de Fútbol Serie C 2023
El Campeonato Brasileño de Serie C 2023 fue la 33.ª edición del campeonato de tercera categoría del fútbol brasileño. Contó con la participación de 20 equipos, incluyendo los equipos descendidos de la Serie B 2022 y los ascendidos de la Serie D 2022.
La competición comenzó el 2 de mayo y finalizó el 22 de octubre.

## Sistema de juego
La competición fue disputada por 20 clubes y se dividió en tres fases: en la primera fase, los 20 clubes se enfrentan en una sola rueda (partido de ida). Los ocho mejores clasificados se clasifican para la segunda fase y los cuatro últimos descienden a la Serie D 2024. Los diez clubes mejor clasificados en el Ranking CBF de 2023 tuvieron derecho a 10 partidos como local y, en consecuencia, los otros diez clubes dispusieron de 9 partidos de local.

## Participantes

### Ascensos y descensos
| Pos. | Descendidos de la Serie B 2022 |
| ---- | ------------------------------ |
| 17.° | CSA                            |
| 18.° | Brusque                        |
| 19.° | Operário Ferroviário           |
| 20.° | Náutico                        |

| Pos. | Ascendidos de la Serie D 2022 |
| ---- | ----------------------------- |
| 1.°  | América de Natal              |
| 2.°  | Pouso Alegre                  |
| 3.°  | Amazonas                      |
| 4.°  | São Bernardo                  |

### Información de los equipos
| Equipo               | Ciudad                | Estado               | Estadio                  | Posición 2022 |
| -------------------- | --------------------- | -------------------- | ------------------------ | ------------- |
| Altos                | Altos                 | Piauí                | Felipão                  | 16.º Serie C  |
| Amazonas             | Manaus                | Amazonas             | Colina                   | 3.º Serie D   |
| América de Natal     | Natal                 | Río Grande del Norte | Arena das Dunas          | 1.º Serie D   |
| Aparecidense         | Aparecida de Goiânia  | Goiás                | Aníbal Batista de Toledo | 8.° Serie C   |
| Botafogo-PB          | João Pessoa           | Paraíba              | Almeidão                 | 9.° Serie C   |
| Brusque              | Brusque               | Santa Catarina       | Augusto Bauer            | 18.° Serie B  |
| Confiança            | Aracaju               | Sergipe              | Batistão                 | 14.° Serie C  |
| CSA                  | Maceió                | Alagoas              | Rei Pelé                 | 17.° Serie B  |
| Figueirense          | Florianópolis         | Santa Catarina       | Orlando Scarpelli        | 5.° Serie C   |
| Floresta             | Fortaleza             | Ceará                | Presidente Vargas        | 15.° Serie C  |
| Manaus               | Manaus                | Amazonas             | Arena da Amazônia        | 13.° Serie C  |
| Náutico              | Recife                | Pernambuco           | Dos Aflitos              | 20.° Serie B  |
| Operário Ferroviário | Ponta Grossa          | Paraná               | Germano Krüger           | 19.° Serie B  |
| Paysandu             | Belém                 | Pará                 | Curuzu                   | 6.° Serie C   |
| Pouso Alegre         | Pouso Alegre          | Minas Gerais         | Manduzão                 | 2.° Serie D   |
| Remo                 | Belém                 | Pará                 | Baenão                   | 12.° Serie C  |
| São Bernardo         | São Bernardo do Campo | São Paulo            | Primeiro de Maio         | 4.° Serie D   |
| São José             | Porto Alegre          | Río Grande del Sur   | Passo d'Areia            | 11.° Serie C  |
| Volta Redonda        | Volta Redonda         | Río de Janeiro       | Raulino de Oliveira      | 7.° Serie C   |
| Ypiranga de Erechim  | Erechim               | Río Grande del Sur   | Colosso da Lagoa         | 10.° Serie C  |

### Clubes por estado
| N | Estado               | Clubes                        |
| - | -------------------- | ----------------------------- |
| 2 | Amazonas             | Amazonas, Manaus              |
| 2 | Pará                 | Paysandu, Remo                |
| 2 | Río Grande del Sur   | São José, Ypiranga de Erechim |
| 2 | Santa Catarina       | Brusque, Figueirense          |
| 1 | Alagoas              | CSA                           |
| 1 | Ceará                | Floresta                      |
| 1 | Goiás                | Aparecidense                  |
| 1 | Minas Gerais         | Pouso Alegre                  |
| 1 | Paraíba              | Botafogo-PB                   |
| 1 | Paraná               | Operário Ferroviário          |
| 1 | Pernambuco           | Náutico                       |
| 1 | Piauí                | Altos                         |
| 1 | Río de Janeiro       | Volta Redonda                 |
| 1 | Río Grande del Norte | América de Natal              |
| 1 | São Paulo            | São Bernardo                  |
| 1 | Sergipe              | Confiança                     |

## Fase 1

### Clasificación
| Pos. | Equipo               | Pts. | PJ | G  | E | P  | GF | GC | Dif. | Clasificación               |
| ---- | -------------------- | ---- | -- | -- | - | -- | -- | -- | ---- | --------------------------- |
| 1    | Operário Ferroviário | 36   | 19 | 10 | 6 | 3  | 19 | 10 | +9   | Clasificado a la Fase 2.    |
| 2    | Volta Redonda        | 33   | 19 | 10 | 3 | 6  | 33 | 19 | +14  | Clasificado a la Fase 2.    |
| 3    | Amazonas             | 32   | 19 | 9  | 5 | 5  | 23 | 20 | +3   | Clasificado a la Fase 2.    |
| 4    | Brusque              | 31   | 19 | 9  | 4 | 6  | 25 | 14 | +11  | Clasificado a la Fase 2.    |
| 5    | São José             | 31   | 19 | 8  | 7 | 4  | 30 | 21 | +9   | Clasificado a la Fase 2.    |
| 6    | Botafogo-PB          | 30   | 19 | 7  | 9 | 3  | 25 | 20 | +5   | Clasificado a la Fase 2.    |
| 7    | Paysandu             | 29   | 19 | 8  | 5 | 6  | 21 | 26 | −5   | Clasificado a la Fase 2.    |
| 8    | São Bernardo         | 29   | 19 | 7  | 8 | 4  | 20 | 17 | +3   | Clasificado a la Fase 2.    |
| 9    | Confiança            | 28   | 19 | 8  | 4 | 7  | 23 | 26 | −3   |                             |
| 10   | Náutico              | 27   | 19 | 6  | 9 | 4  | 25 | 24 | +1   |                             |
| 11   | Remo                 | 25   | 19 | 6  | 7 | 6  | 20 | 18 | +2   |                             |
| 12   | CSA                  | 24   | 19 | 5  | 9 | 5  | 15 | 13 | +2   |                             |
| 13   | Ypiranga de Erechim  | 23   | 19 | 6  | 5 | 8  | 26 | 23 | +3   |                             |
| 14   | Floresta             | 23   | 19 | 5  | 8 | 6  | 14 | 17 | −3   |                             |
| 15   | Aparecidense         | 22   | 19 | 6  | 4 | 9  | 17 | 20 | −3   |                             |
| 16   | Figueirense          | 22   | 19 | 5  | 7 | 7  | 19 | 18 | +1   |                             |
| 17   | Manaus               | 20   | 19 | 5  | 5 | 9  | 13 | 24 | −11  | Descenso a la Serie D 2024. |
| 18   | América de Natal     | 19   | 19 | 4  | 7 | 8  | 12 | 21 | −9   | Descenso a la Serie D 2024. |
| 19   | Altos                | 13   | 19 | 2  | 7 | 10 | 14 | 28 | −14  | Descenso a la Serie D 2024. |
| 20   | Pouso Alegre         | 12   | 19 | 3  | 3 | 13 | 11 | 26 | −15  | Descenso a la Serie D 2024. |

 Fuente: CBF

### Resultados
| Local \ Visitante    | ALT | AMA | AMN | APA | BPB | BRU | CON | CSA | FIG | FLO | MAN | NAU | OPE | PAY | POU | REM | SBE | SAJ | VRD | YPI |
| -------------------- | --- | --- | --- | --- | --- | --- | --- | --- | --- | --- | --- | --- | --- | --- | --- | --- | --- | --- | --- | --- |
| Altos                | —   | 2–3 | 1–1 | —   | 0–1 | —   | —   | 1–1 | 0–0 | —   | —   | —   | 0–1 | 1–1 | 0–0 | —   | —   | —   | —   | 3–2 |
| Amazonas             | —   | —   | 2–0 | 0–0 | 0–0 | —   | —   | 1–0 | —   | —   | 2–0 | —   | 2–2 | 1–2 | 2–1 | —   | —   | —   | —   | 0–0 |
| América de Natal     | —   | —   | —   | 0–0 | 2–2 | 2–1 | 0–1 | —   | —   | —   | 1–2 | —   | 1–0 | 1–1 | 2–0 | —   | —   | —   | —   | 1–2 |
| Aparecidense         | 1–2 | —   | —   | —   | —   | 0–2 | 1–0 | —   | —   | 0–0 | 1–0 | 3–0 | —   | —   | —   | 0–2 | 1–2 | 2–1 | 2–3 | —   |
| Botafogo-PB          | —   | —   | —   | 2–1 | —   | 1–2 | 2–3 | —   | —   | 1–1 | 2–0 | 1–1 | 2–1 | 3–2 | 1–1 | —   | —   | 1–1 | —   | —   |
| Brusque              | 3–0 | 1–0 | —   | —   | —   | —   | 4–0 | —   | 0–1 | 2–0 | —   | 2–2 | —   | —   | —   | 1–1 | 0–0 | 0–1 | 3–2 | —   |
| Confiança            | 2–1 | 2–3 | —   | —   | —   | —   | —   | —   | 1–0 | 3–1 | —   | 2–2 | 1–0 | 1–0 | —   | —   | —   | —   | 0–1 | 1–1 |
| CSA                  | —   | —   | 0–1 | 1–1 | 1–1 | 0–0 | 0–1 | —   | —   | —   | 2–1 | —   | —   | —   | 2–1 | 0–0 | 1–0 | 2–0 | —   | —   |
| Figueirense          | —   | 0–1 | 3–0 | 2–1 | 1–2 | —   | —   | 1–1 | —   | —   | 0–0 | —   | 0–0 | 2–0 | 1–2 | —   | —   | —   | —   | 2–0 |
| Floresta             | 0–0 | 1–1 | 1–0 | —   | —   | —   | —   | 0–2 | 1–1 | —   | —   | —   | —   | —   | —   | 0–0 | 2–0 | —   | 2–1 | 2–0 |
| Manaus               | 1–0 | —   | —   | —   | —   | 0–2 | 3–3 | —   | —   | 0–0 | —   | 2–1 | —   | —   | —   | 1–1 | 0–0 | 1–4 | 1–0 | —   |
| Náutico              | 1–0 | 0–1 | 0–0 | —   | —   | —   | —   | 0–0 | 2–1 | 3–1 | —   | —   | —   | —   | —   | 0–0 | 2–2 | 2–1 | 2–0 | —   |
| Operário Ferroviário | —   | —   | —   | 1–0 | —   | 1–0 | —   | 1–0 | —   | 1–0 | 2–0 | 1–1 | —   | 0–0 | 1–0 | —   | 1–0 | 1–1 | —   | —   |
| Paysandu             | —   | —   | —   | 2–1 | —   | 0–2 | —   | 1–0 | —   | 2–1 | 1–0 | 4–2 | —   | —   | 2–1 | 1–0 | 1–1 | 1–1 | —   | —   |
| Pouso Alegre         | —   | —   | —   | 0–1 | —   | 1–0 | 1–1 | —   | —   | 0–1 | 0–1 | 0–1 | —   | —   | —   | 0–2 | 0–2 | 1–2 | —   | —   |
| Remo                 | 3–1 | 1–2 | 0–0 | —   | 1–2 | —   | 1–0 | —   | 1–1 | —   | —   | —   | 1–2 | —   | —   | —   | —   | —   | 2–1 | 2–1 |
| São Bernardo         | 1–1 | 2–1 | 0–0 | —   | 0–0 | —   | 3–1 | —   | 1–0 | —   | —   | —   | —   | —   | —   | 3–1 | —   | —   | 0–3 | 1–0 |
| São José             | 4–1 | 1–0 | 2–0 | —   | —   | —   | 2–0 | —   | 3–3 | 0–0 | —   | —   | —   | —   | —   | 2–1 | 2–2 | —   | 2–2 | —   |
| Volta Redonda        | 2–0 | 5–1 | 3–0 | —   | 1–0 | —   | —   | 1–1 | 2–0 | —   | —   | —   | 1–1 | 3–0 | 0–1 | —   | —   | —   | —   | 2–1 |
| Ypiranga de Erechim  | —   | —   | —   | 0–1 | 1–1 | 2–0 | —   | 1–1 | —   | —   | 2–0 | 3–3 | 0–2 | 5–0 | 4–1 | —   | —   | 1–0 | —   | —   |

## Fase 2

### Grupo A
| Pos. | Equipo               | Pts. | PJ | G | E | P | GF | GC | Dif. | Clasificación                                     |
| ---- | -------------------- | ---- | -- | - | - | - | -- | -- | ---- | ------------------------------------------------- |
| 1    | Brusque              | 13   | 6  | 4 | 1 | 1 | 9  | 7  | +2   | Clasifica a la Final y asciende a la Serie B 2024 |
| 2    | Operário Ferroviário | 7    | 6  | 2 | 1 | 3 | 9  | 9  | 0    | Asciende a la Serie B 2024                        |
| 3    | São Bernardo         | 7    | 6  | 2 | 1 | 3 | 6  | 6  | 0    |                                                   |
| 4    | São José             | 6    | 6  | 1 | 3 | 2 | 5  | 7  | −2   |                                                   |

 Fuente: CBF
| Local \ Visitante    | BRU | OPE | SBE | SAJ |
| -------------------- | --- | --- | --- | --- |
| Brusque              | —   | 4–3 | 1–0 | 0–0 |
| Operário Ferroviário | 1–2 | —   | 1–0 | 2–0 |
| São Bernardo         | 2–0 | 2–1 | —   | 1–1 |
| São José             | 1–2 | 1–1 | 2–1 | —   |

### Grupo B
| Pos. | Equipo        | Pts. | PJ | G | E | P | GF | GC | Dif. | Clasificación                                     |
| ---- | ------------- | ---- | -- | - | - | - | -- | -- | ---- | ------------------------------------------------- |
| 1    | Amazonas      | 12   | 6  | 4 | 0 | 2 | 9  | 4  | +5   | Clasifica a la Final y asciende a la Serie B 2024 |
| 2    | Paysandu      | 10   | 6  | 3 | 1 | 2 | 7  | 6  | +1   | Asciende a la Serie B 2024                        |
| 3    | Volta Redonda | 10   | 6  | 3 | 1 | 2 | 6  | 7  | −1   |                                                   |
| 4    | Botafogo-PB   | 3    | 6  | 1 | 0 | 5 | 6  | 11 | −5   |                                                   |

 Fuente: CBF
| Local \ Visitante | AMA | BPB | PAY | VRD |
| ----------------- | --- | --- | --- | --- |
| Amazonas          | —   | 2–0 | 0–1 | 2–0 |
| Botafogo-PB       | 2–1 | —   | 2–3 | 1–2 |
| Paysandu          | 1–2 | 1–0 | —   | 1–1 |
| Volta Redonda     | 0–2 | 2–1 | 1–0 | —   |

## Final
| 15 de octubre, 17:00 (UTC-4) | Amazonas | 0:0     | Brusque | Arena da Amazônia, Manaus                                             |                                                                       |
|                              |          | Reporte |         | Asistencia: 23 923 espectadores Árbitro(s): Matheus Delgado Candançan | Asistencia: 23 923 espectadores Árbitro(s): Matheus Delgado Candançan |

| 22 de octubre, 17:00 (UTC-3) | Brusque                      | 1:2 (1:1) | Amazonas                  | Estadio Augusto Bauer, Brusque                                 |                                                                |
|                              | Guilherme Queiróz 11' (pen.) | Reporte   | D. Torres 44' · Sassá 56' | Asistencia: 3 427 espectadores Árbitro(s): Edina Alves Batista | Asistencia: 3 427 espectadores Árbitro(s): Edina Alves Batista |

|                                 |
| Bandera del estado de Amazonas  |
| Campeón Amazonas FC 1.er título |

## General
| Pos. | Equipo               | Pts. | PJ | G  | E  | P  | GF | GC | Dif. | Clasificación               |
| ---- | -------------------- | ---- | -- | -- | -- | -- | -- | -- | ---- | --------------------------- |
| 1    | Amazonas             | 48   | 27 | 14 | 6  | 7  | 34 | 25 | +9   | Ascenso a la Serie B 2024.  |
| 2    | Brusque              | 45   | 27 | 13 | 6  | 8  | 35 | 23 | +12  | Ascenso a la Serie B 2024.  |
| 3    | Operário Ferroviário | 43   | 25 | 12 | 7  | 6  | 28 | 19 | +9   | Ascenso a la Serie B 2024.  |
| 4    | Paysandu             | 39   | 25 | 11 | 6  | 8  | 28 | 32 | −4   | Ascenso a la Serie B 2024.  |
| 5    | Volta Redonda        | 43   | 25 | 13 | 4  | 8  | 39 | 26 | +13  |                             |
| 6    | São José             | 37   | 25 | 9  | 10 | 6  | 35 | 28 | +7   |                             |
| 7    | São Bernardo         | 36   | 25 | 9  | 9  | 7  | 26 | 23 | +3   |                             |
| 8    | Botafogo-PB          | 33   | 25 | 8  | 9  | 8  | 31 | 31 | 0    |                             |
| 9    | Confiança            | 28   | 19 | 8  | 4  | 7  | 23 | 26 | −3   |                             |
| 10   | Náutico              | 27   | 19 | 6  | 9  | 4  | 25 | 24 | +1   |                             |
| 11   | Remo                 | 25   | 19 | 6  | 7  | 6  | 20 | 18 | +2   |                             |
| 12   | CSA                  | 24   | 19 | 5  | 9  | 5  | 15 | 13 | +2   |                             |
| 13   | Ypiranga de Erechim  | 23   | 19 | 6  | 5  | 8  | 26 | 23 | +3   |                             |
| 14   | Floresta             | 23   | 19 | 5  | 8  | 6  | 14 | 17 | −3   |                             |
| 15   | Aparecidense         | 22   | 19 | 6  | 4  | 9  | 17 | 20 | −3   |                             |
| 16   | Figueirense          | 22   | 19 | 5  | 7  | 7  | 19 | 18 | +1   |                             |
| 17   | Manaus               | 20   | 19 | 5  | 5  | 9  | 13 | 24 | −11  | Descenso a la Serie D 2024. |
| 18   | América de Natal     | 19   | 19 | 4  | 7  | 8  | 12 | 21 | −9   | Descenso a la Serie D 2024. |
| 19   | Altos                | 13   | 19 | 2  | 7  | 10 | 14 | 28 | −14  | Descenso a la Serie D 2024. |
| 20   | Pouso Alegre         | 12   | 19 | 3  | 3  | 13 | 11 | 26 | −15  | Descenso a la Serie D 2024. |

 Fuente: CBF